# Білоруська граматика для шкіл (1929)
«Білоруська граматика для шкіл» (біл. Беларуская граматыка для школ; Biełaruskaja hramatyka dla škoł) — шкільна граматика білоруської мови, оброблена Б. А. Тарашкевичем (1928) і видана у Вільнюсі (1929). Граматика була п'ятим у західній Білорусі, значно переробленого і розширеним, виданням шкільної граматики Тарашкевича, виданої в 1918 році.
Зміни і доповнення, внесені Тарашкевич, не враховували постанов, зроблених Білоруською Академічною Конференцією (1926). Разом з тим, автор вважав, що проблеми «акання» і «правопису чужоземних слів» все ще залишаються спірними.
Граматика складалася з двох розділів-«колов», ознайомчого (56 параграфів) і навчального (106 параграфів) характерів.

## Особливості
Вперше в білоруську граматику був введений норматив на білоруський латинський алфавіт — з використанням «Ł» (звук [л]), «Č», «Š», «Ž» (шиплячі звуки), «W» (звук [в]).
Вибуховий звук /g/ згадувався як такий, що «... зустрічається рідко і в білоруському письмі наголошується буквою г з комою над нею з правого боку г’» (де-факто ґ).
Пропонувався варіант запису подвійного м'якого звука [дз'] у вигляді «ддз»  .

## Оцінки
Я. Станкевич зазначив, що в 5-му виданні сенс ряду правил став протилежним у порівнянні з першими чотирма, і відзначив як негативне те, що Тарашкевич не дав наукових пояснень своїх рішень спірних питань білоруської граматики, ні в перших чотирьох, ні в п'ятому виданні . Взагалі, цю граматику Тарашкевича Станкевич зазначив як таку, що має багато росіянізмів, полонізмів і варваризмів, критикував невдалу граматичну термінологію.